# 亨宁·埃诺克森
亨宁·埃诺克森（丹麥語：Henning Enoksen，1935年9月26日—2016年9月25日），丹麦男子足球运动员，场上位置是前锋。他曾代表丹麦国奥队参加1960年夏季奥林匹克运动会足球比赛，获得一枚银牌。